# (845) Naëma
(845) Naëma ist ein Asteroid des Hauptgürtels, der am 16. November 1916 vom deutschen Astronomen Max Wolf in Heidelberg entdeckt wurde. 
Die Herkunft des Namens ist unbekannt.